# Bóveda de la Capilla Sixtina
La bóveda de la Capilla Sixtina de Roma es un conjunto de pinturas al fresco realizadas para decorar la bóveda de la Capilla Sixtina, en la Ciudad del Vaticano (Roma). Fue pintada entre 1508 y 1512 por Miguel Ángel y es una de las obras pictóricas más complejas de toda la historia del arte, encargada por el papa Julio II para sustituir la pintura que había en aquel momento a base de un fondo azul con estrellas doradas, que había sido realizada por Piermatteo d'Amelia, según la tradición de los templos paleocristianos.
En la bóveda de cañón rebajada, el artista diseñó una complicada arquitectura simulada donde incluyó el desarrollo de historias del Génesis, narradas desde el extremo del altar hasta la puerta de entrada de la capilla en más de 500 m² de espacio. Desde 1508 hasta el otoño de 1512 Miguel Ángel trabajó solo en su realización, sin ayudantes. El 1 de noviembre de 1512 se celebró la primera misa en la capilla, después de acabada la pintura de la bóveda.

## Preparación

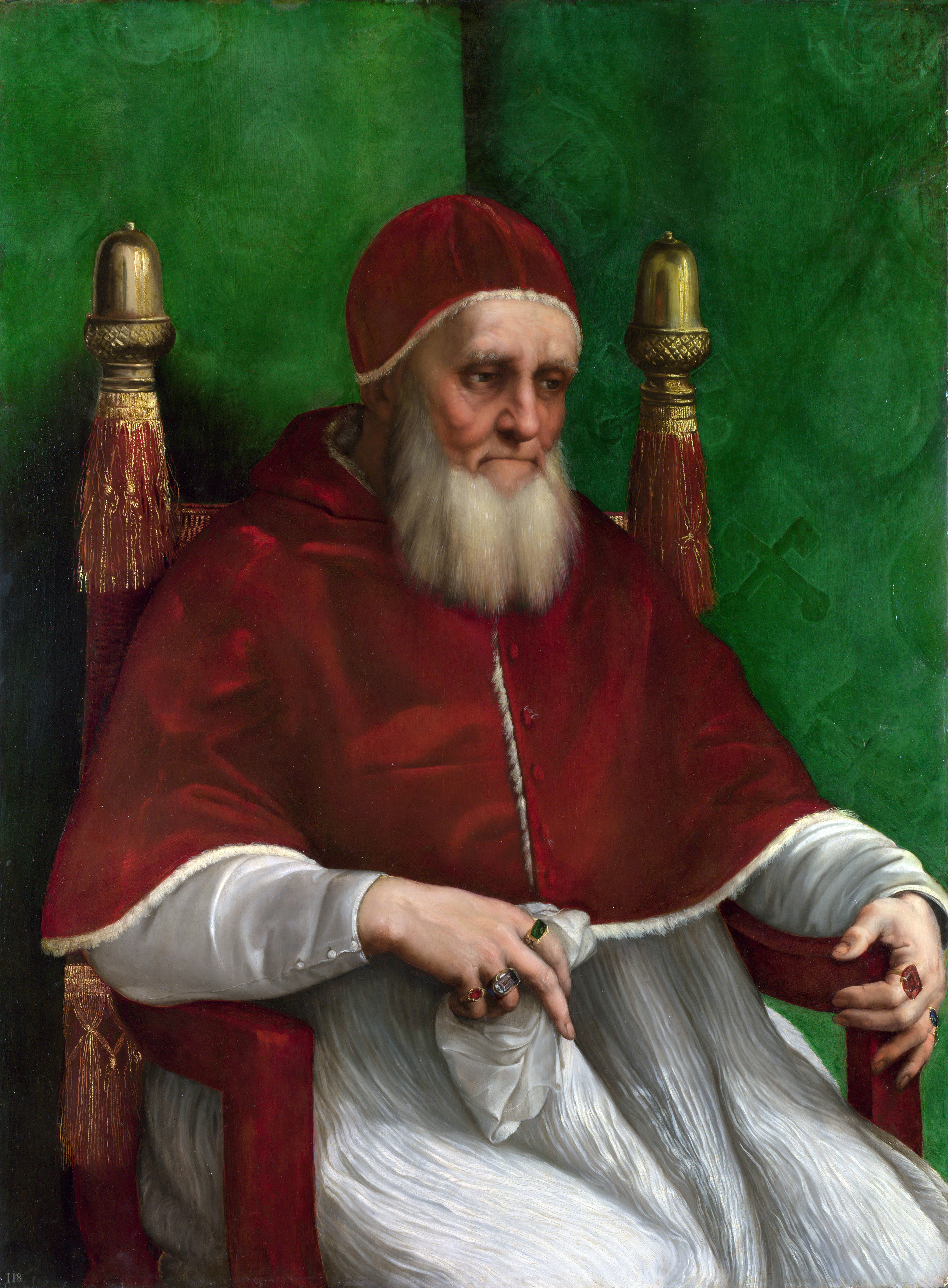
El papa Julio II fue quien, en 1508, encargó a Miguel Ángel la decoración de la bóveda de la Capilla Sixtina.

Por recomendación del arquitecto Giuliano da Sangallo en el año 1505, Julio II llamó a Roma al escultor Miguel Ángel para hacerle la propuesta de la realización de su tumba; presentó el artista un magnífico mausoleo, que una vez aceptado por el papa, marchó a Carrara para escoger los mármoles necesarios. Mientras en el Vaticano se encontraba Bramante, que había sucedido en el cargo de arquitecto a Sangallo, empieza su trama contra Miguel Ángel y convence al papa que no debe construir una tumba para un vivo, el papa renuncia de momento y sin consultar a Miguel Ángel, decidió que sería él quien decorara la bóveda de la capilla Sixtina. Sus enemigos, Bramante al frente, pensaron que no podría llevarla a buen término y que así perdería el prestigio alcanzado. Miguel Ángel, al enterarse y ofendido por no querer ser recibido por el papa, huyó a Florencia, finalmente después de varios requerimientos papales, se encuentra con él en Bolonia, donde realizó una estatua de Julio II en bronce, regresó a Roma y firmó el contrato para la decoración al fresco de la bóveda de la capilla Sixtina el 10 de mayo de 1508.

... cuando había hecho algunos dibujos, me pareció que resultaría cosa pobre; por lo que me dio otro encargo, de incluir las historias de más abajo y me dijo que hiciera en la bóveda lo que quisiera.

Las relaciones entre Julio II y Miguel Ángel fueron de discusiones constantes, pero siempre con la admiración mutua que sentían el uno por el otro. No era normal en aquellos tiempos, el hecho que el comitente dejara plena libertad para escoger el tema y menos si de un papa se trataba. Seguramente fue por la confianza que tenía, no solamente en la capacidad artística, sino también en la gran cultura y en las cualidades de hombre de ideas, junto a la gran fama que ya había conseguido Miguel Ángel.

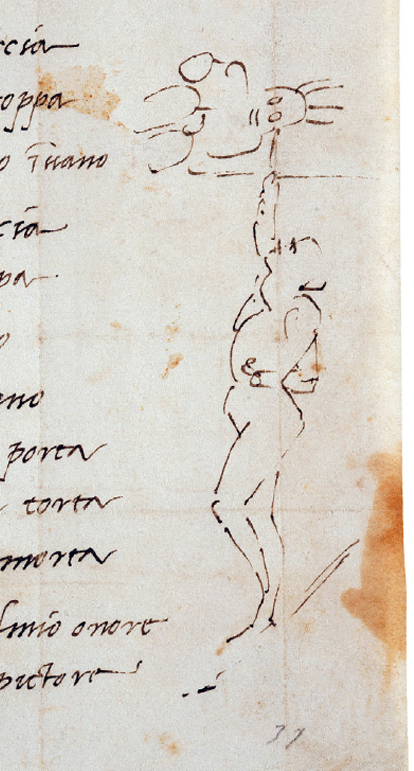
Dibujo hecho en el soneto, guardado en la Casa Buonarroti, donde se ve cómo le cae la pintura sobre él.

El tema escogido, con interpretación neoplatónica, es la historia del mundo y de la humanidad antes de la venida de Cristo. Aunque la narración empieza del altar hasta la entrada, Miguel Ángel empezó el trabajo desde la pared de la entrada hasta el fondo del altar. Cuatro años pasó el artista afrontando grandes dificultades, a causa de la inexperiencia del pintor con la técnica de la pintura al fresco, cuando tenía pintada una parte de la bóveda se cubrieron los frescos con una capa blanca de sales, por lo que tuvo que recurrir a los consejos de Giuliano da Sangallo y de Francesco Granacci. Tuvo que montar otra vez los andamios y además pasó dificultades económicas por falta de pago, como se tiene noticia por la carta que dirigió a su hermano el 18 de septiembre de 1512:

... que yo no tengo ni un grosso y estoy, puede decirse que, descalzo y desnudo, y no puedo recibir lo que aún falta que me paguen mientras no haya terminado la obra; y padezco grandiosas privaciones y fatigas.

Vasari dice que desde la pintura de la bóveda, realizada tendido sobre el andamio, cayéndole pintura por encima, Miguel Ángel, tenía dificultades con sus ojos. Cuando acabó la obra, el propio pintor contó en clave humorística en un soneto dirigido a su amigo Giovanni da Pistoia, en qué condiciones había tenido que realizarla. Este soneto se conserva en la Casa Buonarroti. 

De afanarme en este trabajo me he ganado un bocio como las paperas que les produce el agua a los gatos de Lombardía... Los lomos se me han hundido en la panza, hago del culo, para contrapeso, grupa, y, perdidos los ojos, doy pasos en falso. Por delante se me alarga la pelleja, y, al inclinarme hacia atrás, se me rejunta de tal modo que quedo tenso como arco sirio. Con ello, mis juicios resultan erróneos y extravagantes, pues mal se puede apuntar y disparar con cerbatana torcida. Defiende tú ahora, mi muerta pintura y mi honor, pues ni éste se halla en buen lugar, ni soy yo pintor.

Entre los estudios realizados para las sibilas, destaca los de la Sibila libia del año 1511 y conservados en el Metropolitan Museum of Art de Nueva York, pertenece a una fase avanzada pero no la definitiva, pues la figura aparece desnuda, con un torso muy musculoso que parece viril, además el antebrazo izquierdo acabará en la pintura, más abajo que en el dibujo y el torso ganará en inclinación, en el reverso de este mismo dibujo hay un estudio sobre la posición de las piernas.

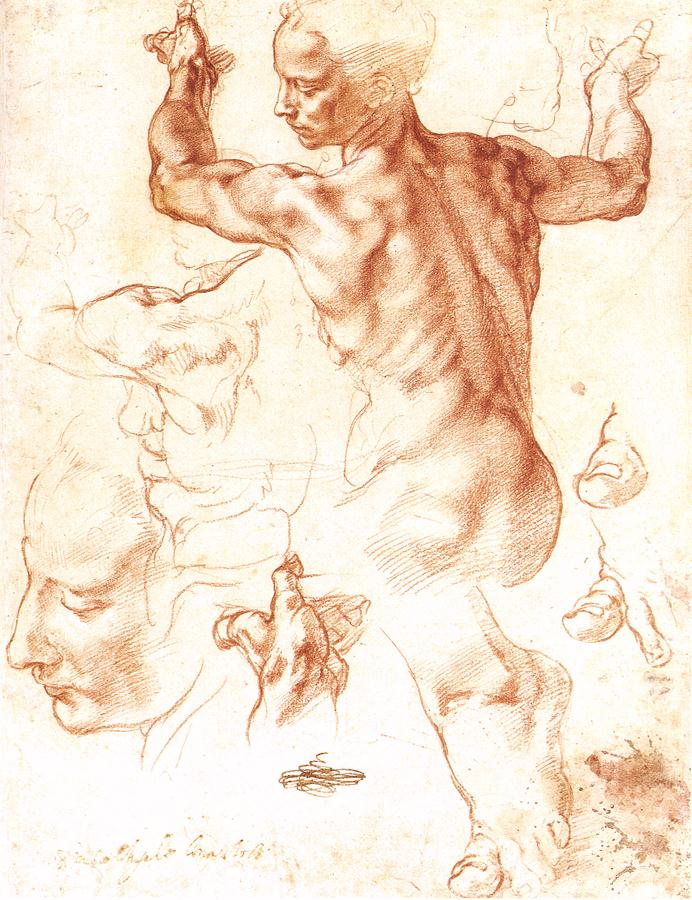
Dibujo preparatorio de la Sibila libia
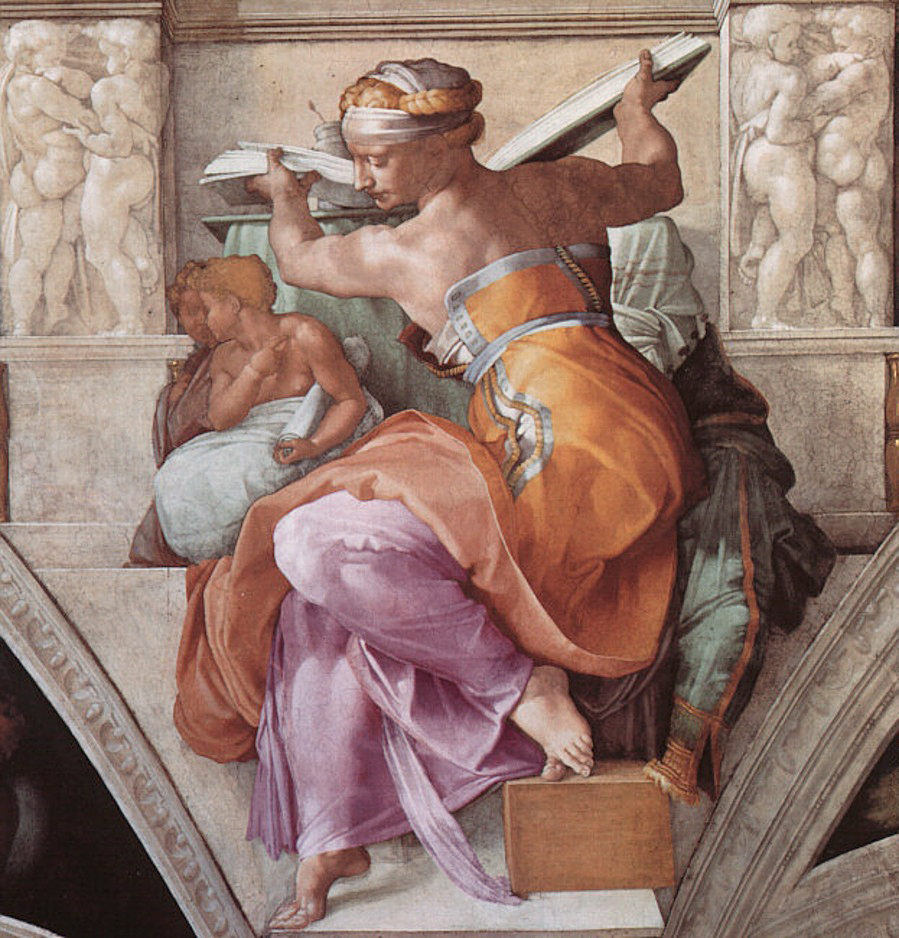
Pintura final de la Sibila libia

Los relieves de Jacopo della Quercia en la portada principal de la iglesia de San Petronio en Bolonia realizados entre 1425 y 1438, con numerosas escenas del Génesis, incluyendo La Creación de Adán y la Creación de Eva pudieron servir de inspiración a Miguel Ángel, teniendo en cuenta que el artista vivió en Bolonia en 1507 mientras trabajaba en la estatua de bronce de Julio II.

## Estructura

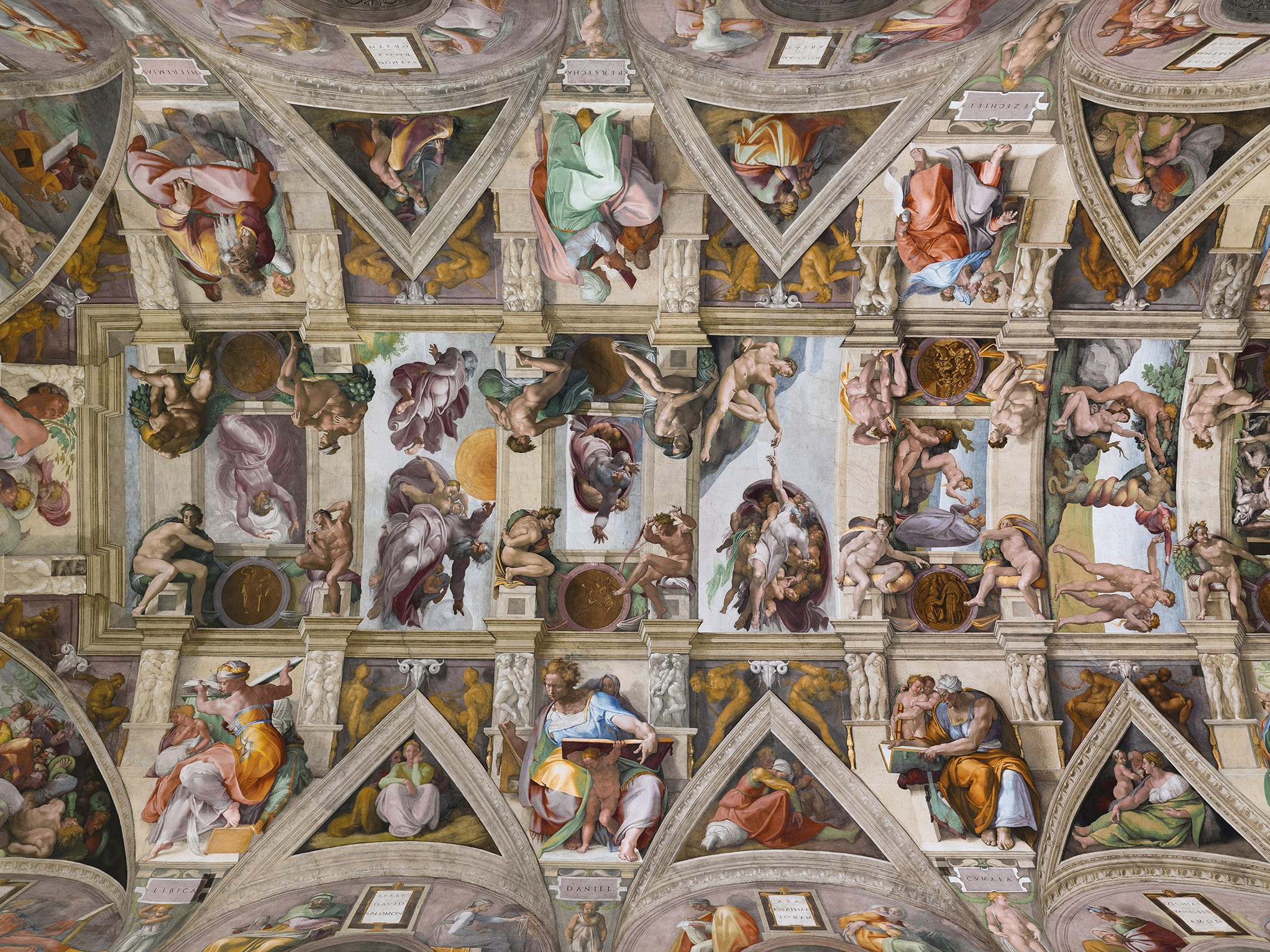
Fragmento de la bóveda

El techo de la Capilla Sixtina está dividido en varias secciones, que los elementos arquitectónicos simulados consiguen multiplicar los marcos de la bóveda y separan las nueve escenas del Génesis que son las que reciben mayor atención gracias a su complejidad, sobre los lunetos de las ventanas y las enjutas laterales es donde están los antepasados de Cristo, los triángulos donde se encuentran los tronos de los profetas y las sibilas y finalmente las enjutas de las esquinas o pechinas donde están las cuatro historias clave de la Salvación del pueblo de Dios.
Se le da una semblanza gótica a la estructura de la bóveda, pero Miguel Ángel no hizo ninguna crucería diagonal, solamente los triángulos podrían recordar en algo al estilo gótico, de hecho, se parece más a una nave central de un salón romano o también de un templo románico, organizado en tramos transversales.

### Las nueve historias del Génesis

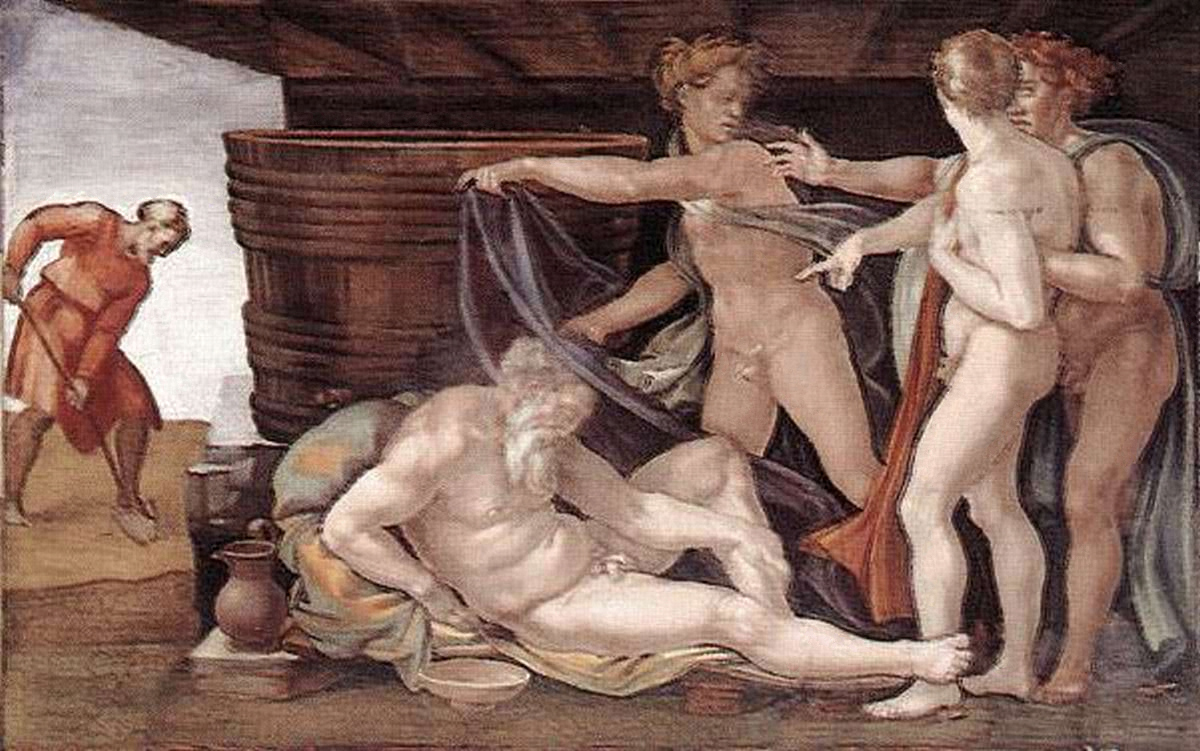
La embriaguez de Noé

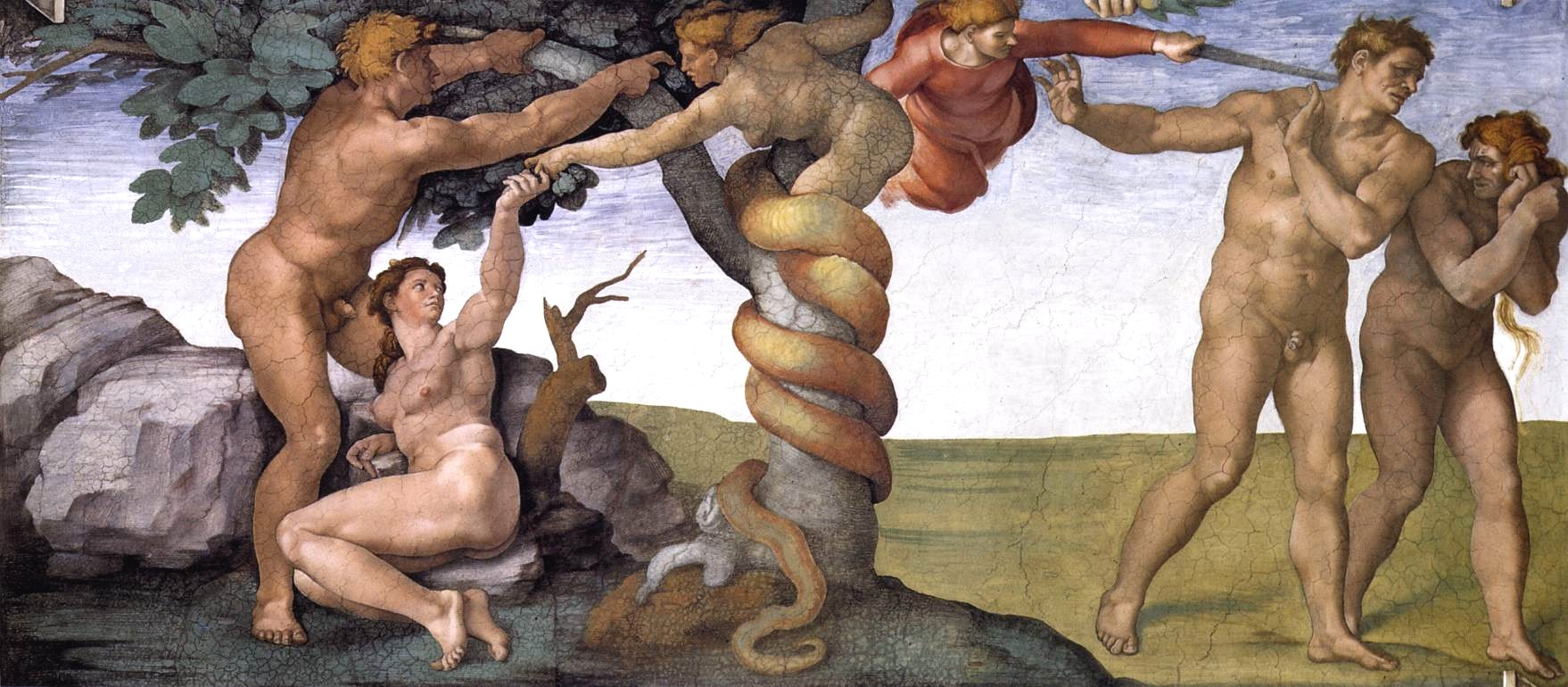
Pecado original y expulsión del Paraíso

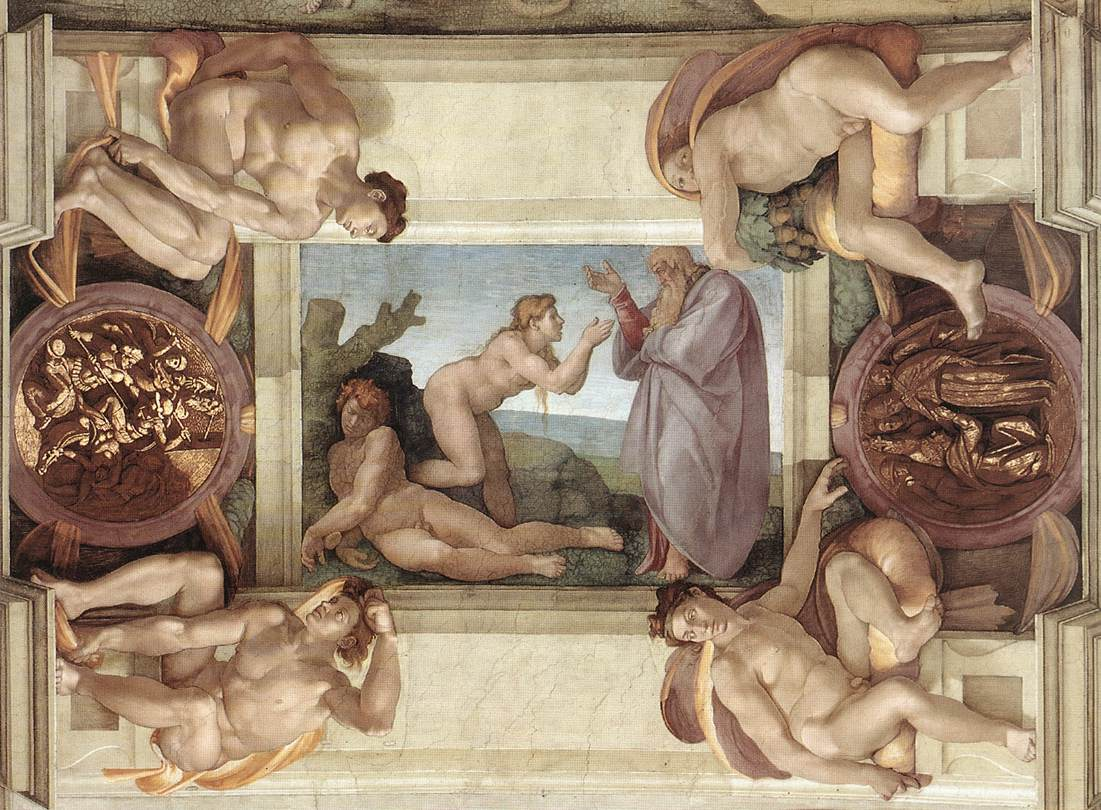
La creación de Eva

Estas escenas ocupan el área central de la bóveda y atraen la mayor atención del público. En esta sección rectangular se encuentran narradas nueve escenas del Génesis, pudiendo agruparse en trípticos: las tres primeras historias desde el altar hablan de la Creación del Mundo; las tres siguientes, de la Creación del Hombre y de su expulsión del Paraíso; y, las tres últimas, ilustran la historia de Noé. Algo raro en el orden de los frescos es que al entrar a la capilla por la puerta principal, la primera escena que vemos pintada es la de La embriaguez de Noé, en otras palabras, las escenas están pintadas en el orden inverso. 
Las escenas son las siguientes:
- 1. La embriaguez de Noé (Génesis IX, 23). Se observa a Noé embriagado y dormido, Cam avisa a sus hermanos Sem y Jafet, que con su manto tapa la desnudez de su padre. El aspecto escultural de las figuras y su aptitud clásica revelan la influencia de los relieves antiguos.[14]
- 2. El diluvio universal (Génesis VII, 18). El pintor representó la escena con un gran dramatismo, se aprecia en los rostros la angustia y el horror delante de la furia de los elementos, según Ascanio Condivi, primer biógrafo de Miguel Ángel, esta fue la primera escena que pintó en la bóveda, las dificultades que pasó con la pintura le hicieron decidir trabajar solo, sin ayudantes. Las figuras en posiciones diversas muestran violentos escorzos.[15]
- 3. El sacrificio de Noé (Génesis VIII, 20). Esta escena es la más académica, con un gran ritmo de composición y con una perspectiva rigurosa que se resalta con la posición en esquina del altar del sacrificio, las figuras están ordenadas dentro de una geometría ovalada.[16]
- 4. Pecado original y expulsión del Paraíso terrenal (Génesis II, 4). Desde esta zona se encuentra la segunda fase de la pintura, así se cree que una vez retirados los andamios Miguel Ángel pudo contemplar desde la distancia el efecto de sus pinturas, y en consecuencia, se ve un aumento en la medida de las figuras, así como la disminución del número, naturalmente también es la necesidad ilustrativa en las siguientes escenas para las historias que cuenta. Esta escena corresponde a dos narraciones el pecado original y la expulsión del Paraíso, con un equilibrio perfecto y una torsión de las figuras en contrapposto, aquí se ve una clara alusión a Masaccio en comparación con su pintura Los primeros Padres.[17]
- 5. La creación de Eva (Génesis II, 21: Entonces Yahvé Dios hizo caer un sueño profundo sobre Adán y, mientras este dormía, tomó una de sus costillas y cerró la carne en su lugar). Del costado de Adán surge Eva con las manos en posición de rezar a Dios, su creador. La desnudez de Eva carece de seducción, el cuerpo presenta una gran pesadez y el rostro está realizado con trazos gruesos pareciéndose a una matrona romana, mientras Adán se muestra con un rostro tranquilo y con una sensación de dulzura en su sueño.[18] Como modelo para esta representación el artista se inspiró en las esculturas que había visto en el año 1494, realizadas por Jacopo della Quercia para la puerta Magna de la basílica de San Petronio de Bolonia. Se puede observar en este fresco la simbología de los cuatro elementos, en el suelo rocoso, la tierra, en el fondo una superficie de agua azul, el aire en toda la pintura y finalmente el fuego en el color rojo de la túnica de Dios.[19]
- 6. La creación de Adán (Génesis I, 26: Entonces dijo Dios: Hagamos al hombre a nuestra imagen, conforme a nuestra semejanza). Nadie como Miguel Ángel había sabido plasmar la creación de la vida humana con tanta sencillez y fuerza este misterio, la feliz idea de transmisión por contacto de los dedos, como si fuera un punto de electricidad, según Ernst Gombrich es «uno de los más grandes milagros del arte».

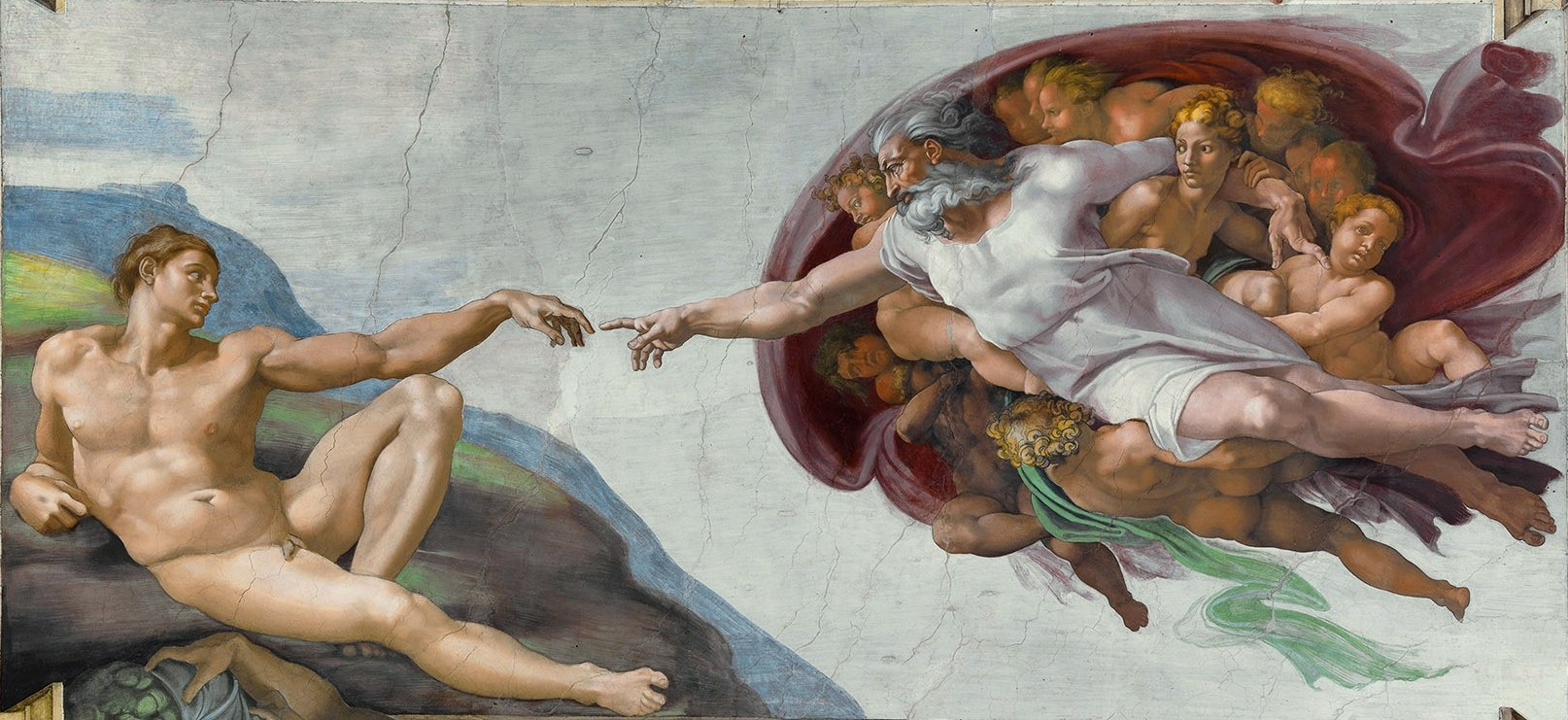
La creación de Adán, con el Creador a punto de tocarlo con un dedo para darle la vida.

La inspiración de Miguel Ángel pudo venir del himno medieval Veni Creator Spiritus donde se pide que el dedo de la mano paterna derecha (digitus paternae dexterae) dé a los fieles amor y corazón. Existe un contraste entre la estructura esférica del manto que envuelve al Creador con todos los ángeles y el alargar la línea de su cuerpo hacia Adán, rebosando energía y una dinámica violenta. Adán en cambio, muestra una soberbia belleza con unas formas armónicas e indolentes dando la mano para encontrar la vida.

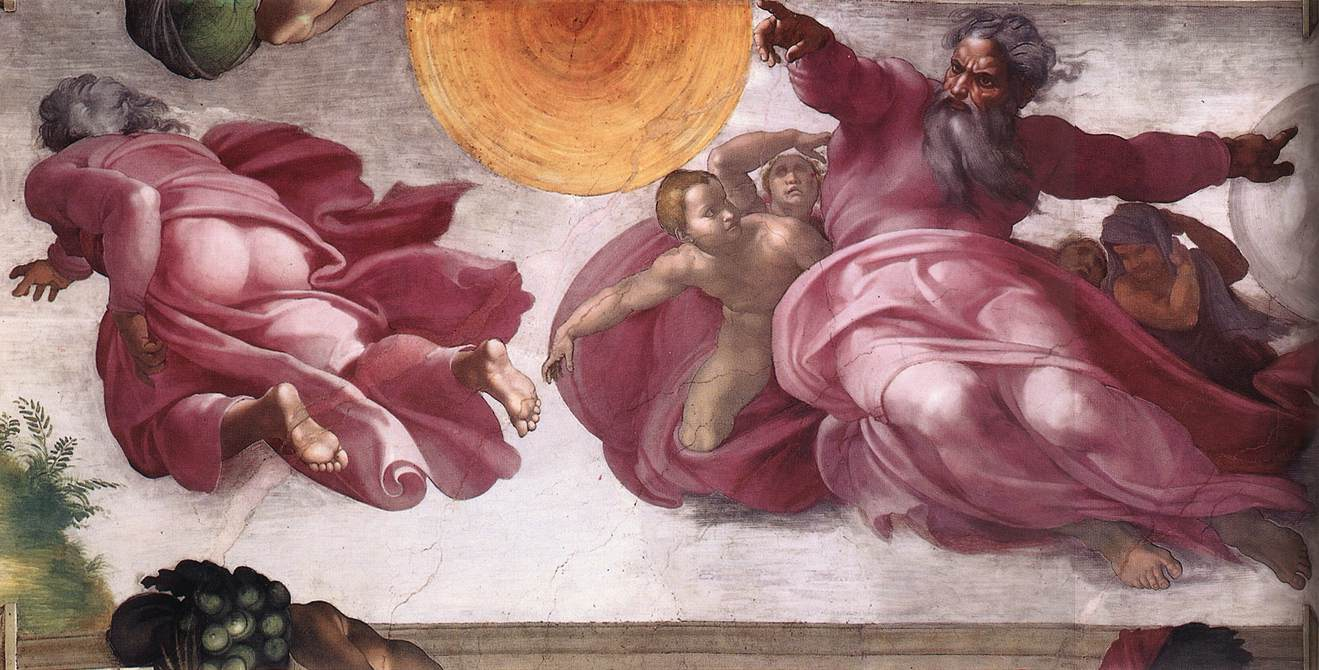
Creación del sol y las plantas

- 7. Separación de las aguas y la tierra (Génesis I, 9). Aquí representó a Dios volando con los dos brazos extendidos para mostrar la energía en sus manos y dando orden para la separación de las aguas y la tierra.[21]
- 8. Creación de los astros y las plantas (Génesis I, 4). En este tramo, se representan el tercer y cuarto día de la creación, la figura de Dios de espaldas crea las plantas y el lado de frente con un gesto poderoso crea los astros, la doble presencia quizás alude a la omnipresencia del Creador.[22]
- 9. Separación de la luz de la oscuridad (Génesis I, 4). Con una gran originalidad en el escorzo, las dos manos separan la noche del día, como si fuese un atlante, Dios, soporta el peso del cosmos.[23]

Se alternan en estas escenas algunos desnudos masculinos llamados ignudi los cuales dan un toque sensual a la obra, y algunos medallones que representan otros momentos en la historia de la Biblia, pintados como si tuviesen un grabado imitando el bronce. El tamaño de los frescos es distinto. La primera pintura es pequeña y está enmarcada por cuatro ignudi y dos medallones de bronce donde se muestra el esbozo de una escena.
La segunda se representa en el mismo espacio que la anterior pero esta vez, también sobre lo que sería el marco de los desnudos y los medallones, por lo que esta escena es más grande que la anterior. Y así se alternan las escenas, una pequeña, y luego una grande.
Otra cuestión fue que Miguel Ángel pintó la escena del Sacrificio de Noé antes del Diluvio, cuando se sabe que el Sacrificio que hizo fue precisamente para dar gracias a Dios por haberse salvado del Diluvio y porque este hubiese terminado. Esto lo hizo probablemente, porque el espacio grande necesitaba ser usado por el Diluvio para resaltar este aspecto.

### Desnudos oignudi

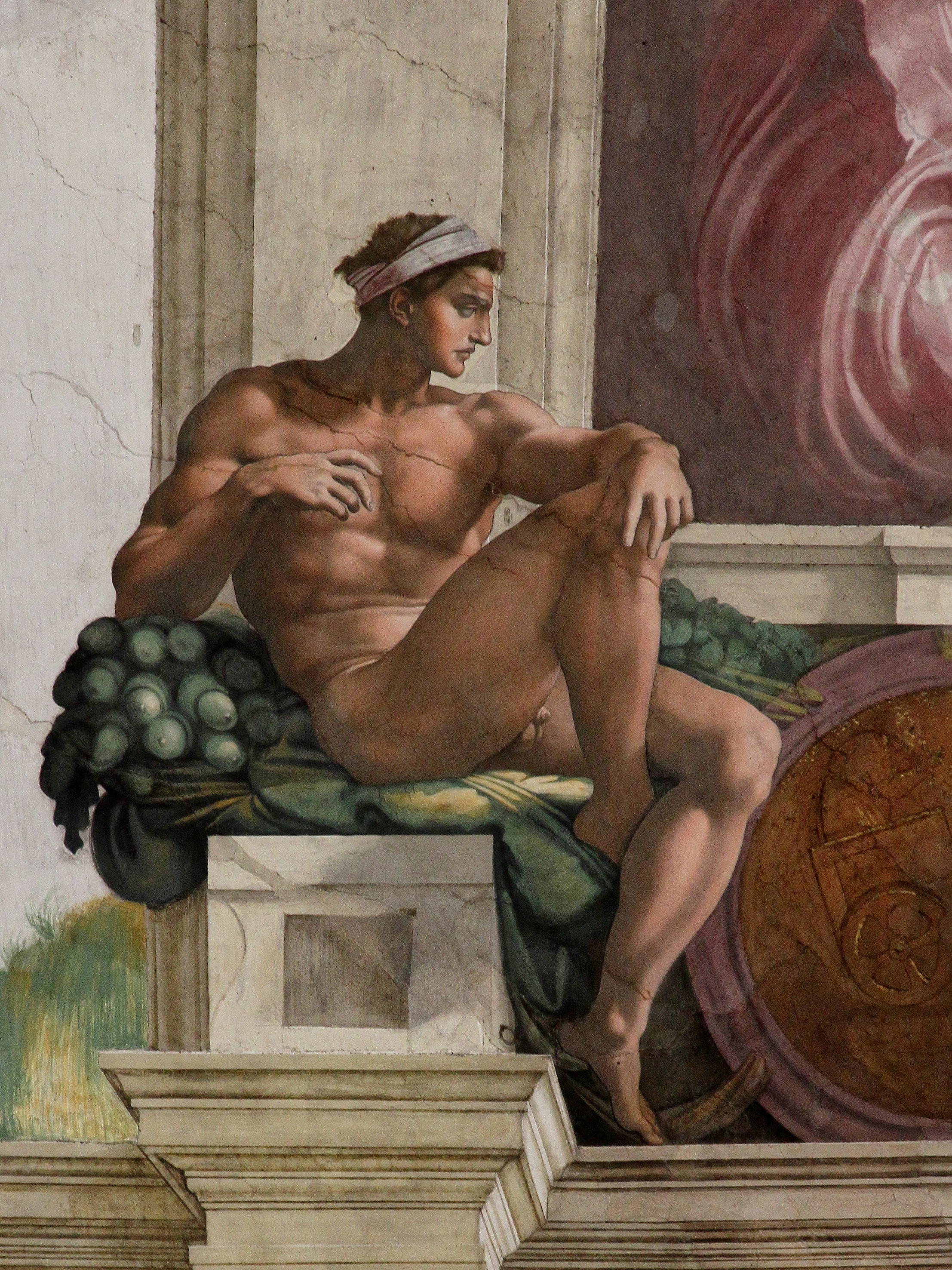
Uno de los ignudi de Miguel Ángel

Los adolescentes desnudos representan las anillas entre el hombre y lo divino, son la equivalencia de los ángeles de la tradición cristiana y el de los amores de la tradición platónica. Según la iconografía los ignudi pueden representar los putti del siglo XV, ya que los putti acostumbraban a tener la misión de sostener blasones, es decir, los medallones que ahora sostienen los desnudos de Miguel Ángel.
Los realizó con potentes anatomías y todos presentan una actitud diferentes, con gran variedad en el juego de brazos y piernas, se inclinan hacia atrás o hacia delante en una libertad total, con una clara relación de los conceptos platónicos de la Belleza y de Eros, se le ha dado una interpretación de símbolo sensual o de una esclavitud.

### Medallones

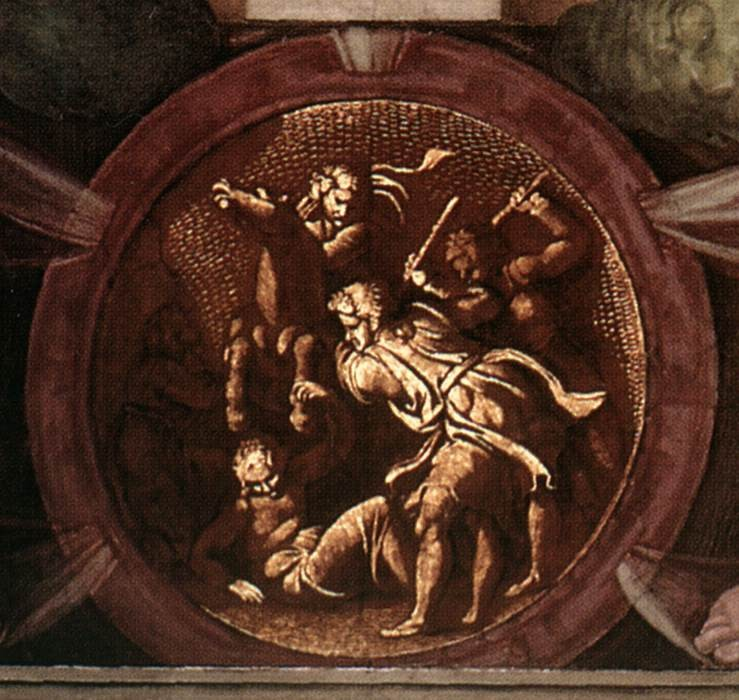
Muerte de Urías

Las pequeñas escenas bíblicas mostradas en los diez escudos circulares sostenidos por los ignudi, pintados para parecerse al bronce y con pan de oro. Cada uno de ellos está decorado con un cuadro extraído del Antiguo Testamento o Libro de los Macabeos. El tema en casi todos los casos es de los más vergonzosos episodios bíblicos, con la única excepción del de Elías que se elevó al cielo en un carro de fuego, dejando a Eliseo en un estado de desesperación.
En cuatro de los cinco medallones más acabados, el espacio está lleno de cifras. La aplicación del oro sirve para limitar los frescos. 
En algunos frescos realizados por Perugino también se había empleado el pan de oro para destacar los pliegues de las túnicas, Miguel Ángel los empleó en los medallones quizás inspirado en los que aparecen en un arco triunfal romano de un episodio de Moisés realizado por Botticelli.
La técnica que usó es inusual en fresco, y puede ser original en su empleo a esta escala, pero no es única. Utilizó la misma técnica que se empleó para decorar escudos en desfiles (una serie de escudos decorados por esta técnica se muestran en el Victoria and Albert Museum, Londres). El color (en este caso rayado en ocre rojo con negro) consigue los tonos medios de la composición. Los bordes de la sombra están pintados a continuación, o más bien, dibujados con un pincel de una manera muy lineal que define los contornos de las formas. Destaca la luminosidad de los colores y contornos que, por lo general se dibuja con tiza blanca o finamente pintados en pintura blanca. Pero en este caso, el pan de oro sustituyó a la pintura blanca y se aplicó exactamente como si se hubiera basado en el mismo método de definición de contorno como el negro de líneas.

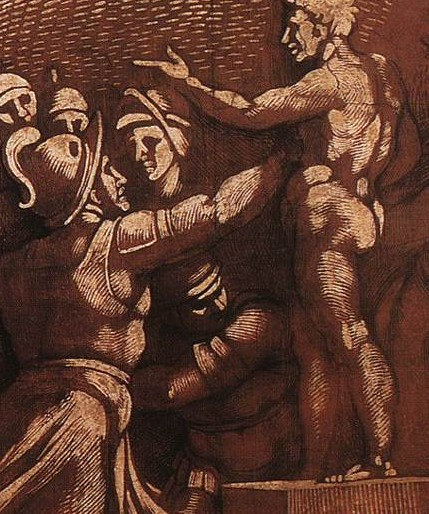
Detalle de Destrucción de la imagen de Baal

Los diez medallones imitando bronce que sostienen los ignudi representan las escenas siguientes:
- Sacrificio de Abraham, (Génesis XXII, 9)
- Destrucción de la imagen de Baal, (II Reyes X,25)
- Exterminio de la tribu de Acab, (II Reyes X,17)
- Muerte de Urías, (II Samuel XI, 24)
- Natán y David, (II Samuel XII, 17)
- Muerte de Absalom, (II Samuel, XVIII)
- Joab da muerte a Abner, (II Samuel III, 27)
- Muerte de Joram, hijo de Acab (II Reyes IX, 21)
- Elías sobre el carro de fuego, (II Reyes II
- Incompleto.

### Pechinas
También están las escenas de las pechinas de las esquinas las cuales podrían resumirse en los cuatro momentos decisivos de la salvación del pueblo de Israel. Son cuatro historias del Antiguo Testamento que marcaron el destino de Israel y de todo el pueblo de Dios.
1. La serpiente de bronce. En la ejecución de esta pintura se advierten resonancias de la impresión que le causó a Miguel Ángel la visión del Laocoonte y sus hijos, escultura encontrada en Roma en el año 1506. La historia narra cuando en el éxodo del pueblo judío, tuvieron el ataque de una plaga de serpientes, Moisés intercedió delante de Dios para salvarlos, y Dios mandó la realización de una serpiente de bronce colgada en un palo, diciéndole: «Toda persona que haya sido mordida y la mire vivirá».
2. David y Goliat. Se muestra el momento de la decapitación por parte de David con la espada de Goliat, la figura del gigante se realizó con un escorzo muy forzado, que refuerza el momento tan dramático, con el contraste que ofrece la pintura blanca de la tienda de campaña colocada en el fondo de la composición.
3. El castigo de Amán. Pertenece también este grupo a la salvación de Israel, concentra un gran dramatismo con el desnudo en el centro de la escena, que es el equivalente a los Cautivos de la tumba de Julio II. La historia explica que Ester, una judía fue proclamada reina de Persia por el rey Asuero, mientras Amán, su primer ministro, intentó destruir el pueblo judío, cosa que impidió Ester, y colgaron a Amán en la estaca que él había mandado levantar para Mardoqueo.
4. Judit y Holofernes. Este episodio lo narró en tres escenas, en la parte izquierda un guardia se encuentra dormido, en la derecha se ve la figura de Holofernes yacente decapitado y en la parte central las figuras de Judit con su sirvienta vestida de color amarillo representativo de la Iglesia, por contraste con el color blanco de Judit símbolo de la pureza. Están cubriendo con una tela la cabeza de Holofernes, que transportan en una bandeja, (el rostro de la cual se dice que es un autorretrato del propio Miguel Ángel).[27]

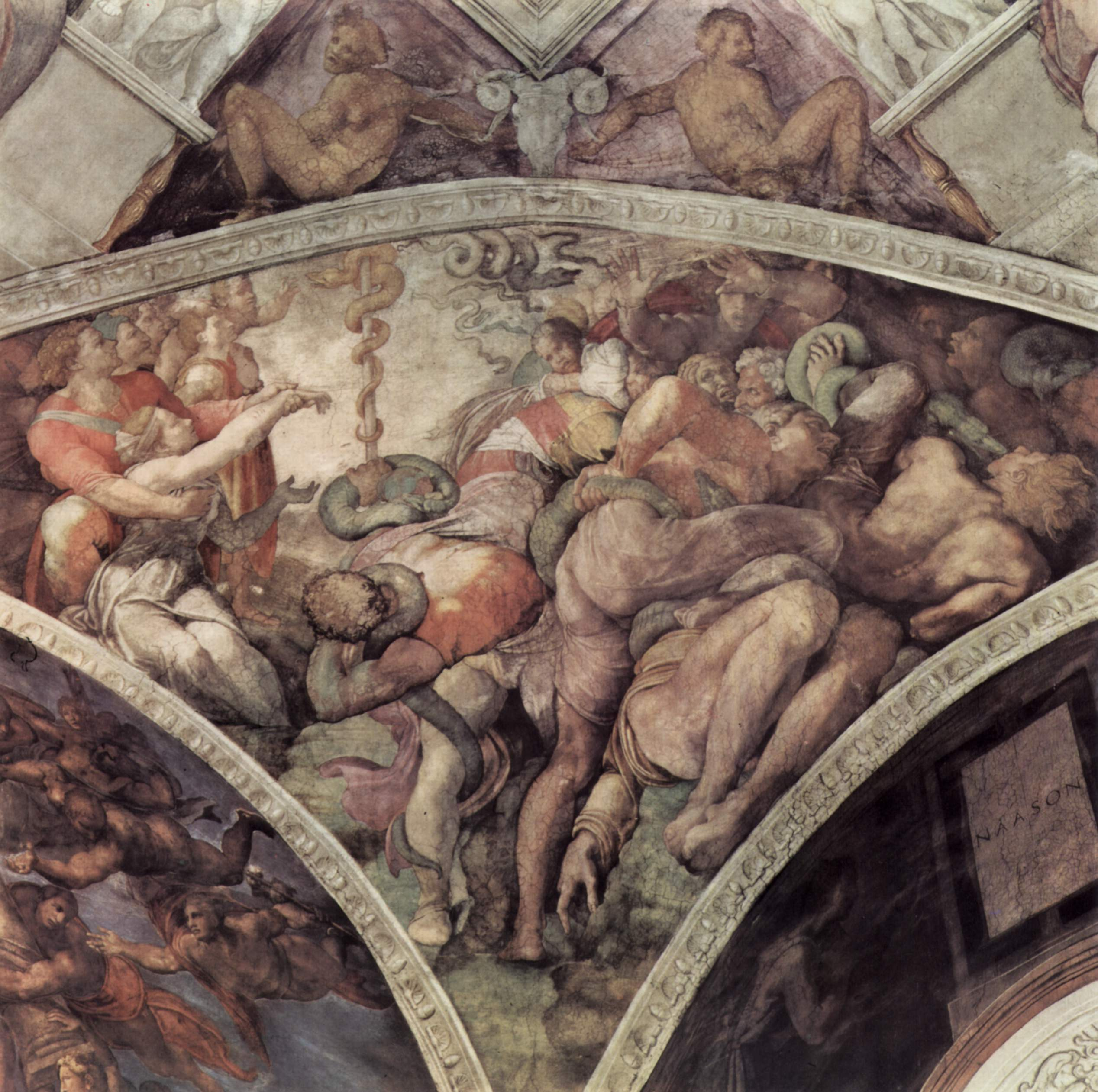
La serpiente de bronce
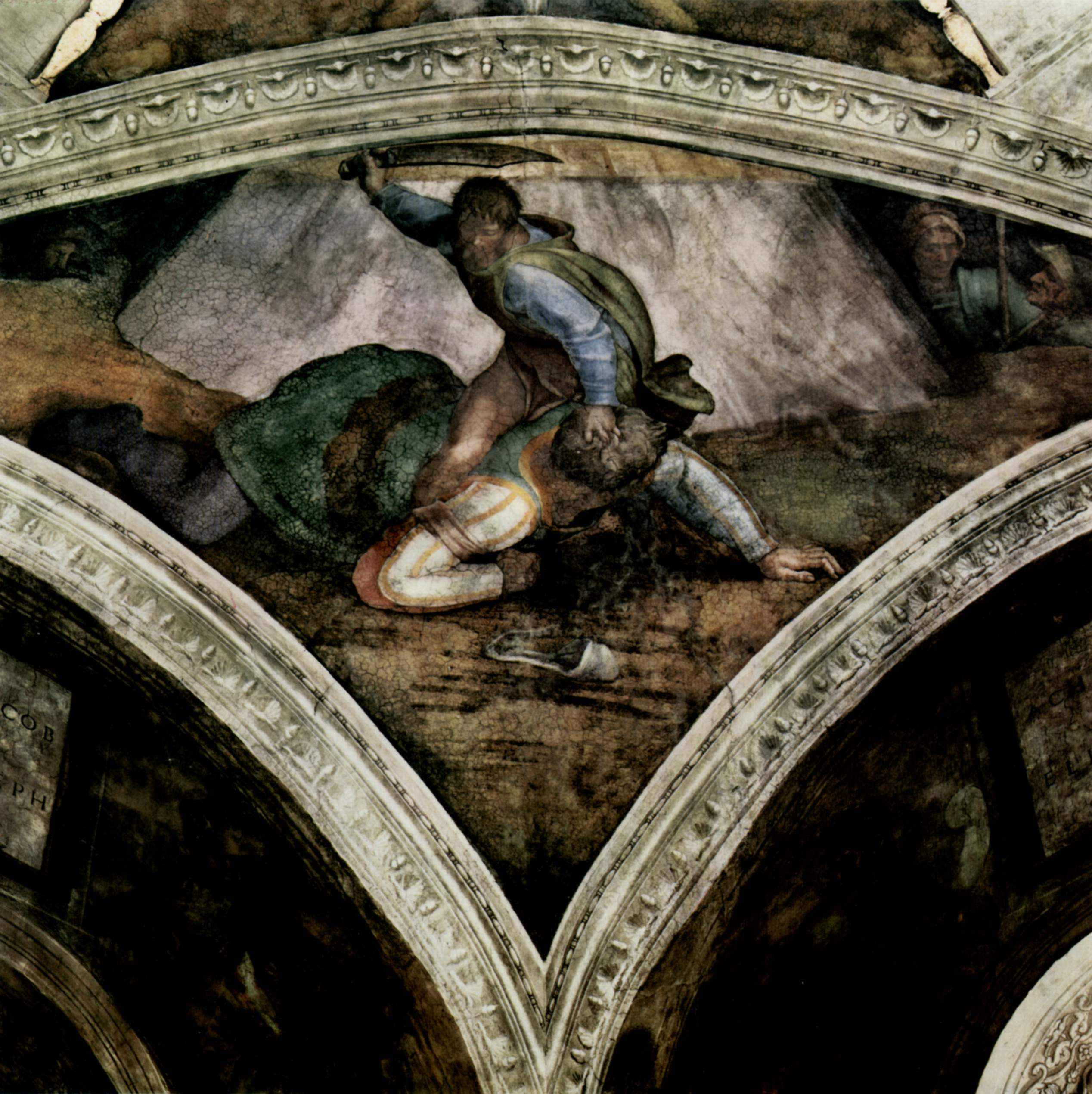
David y Goliat
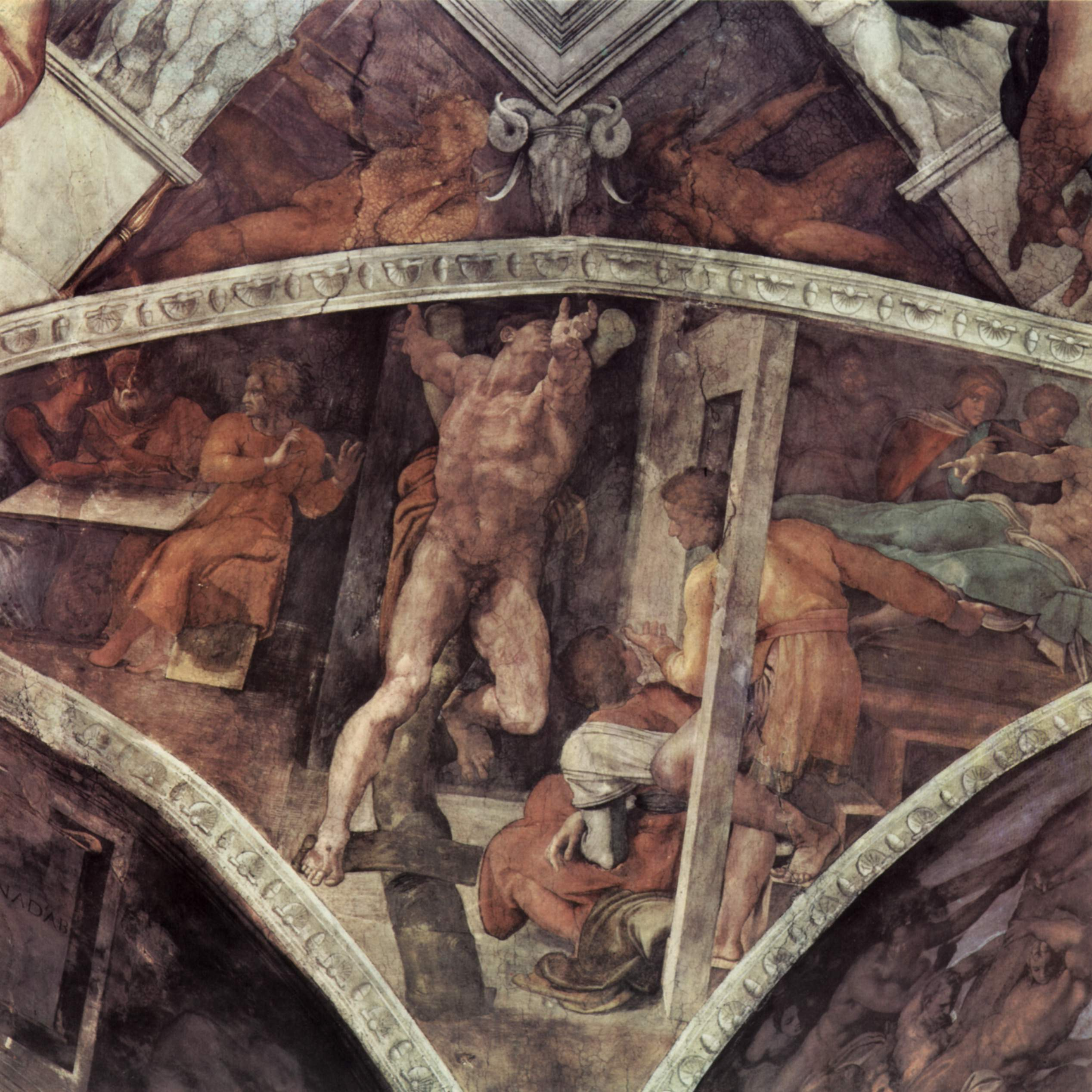
El castigo de Amán
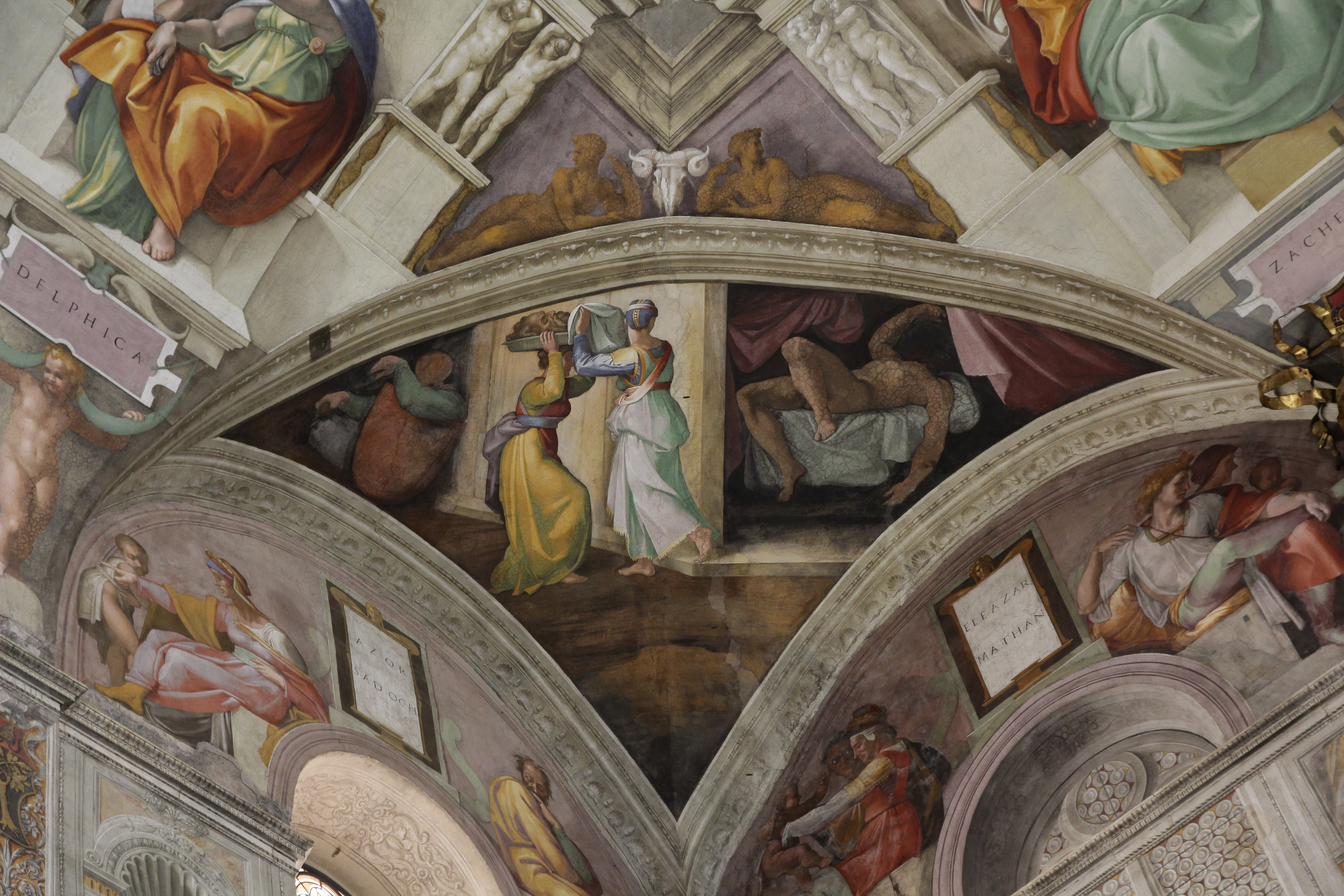
Judit y Holofernes

### Profetas y sibilas

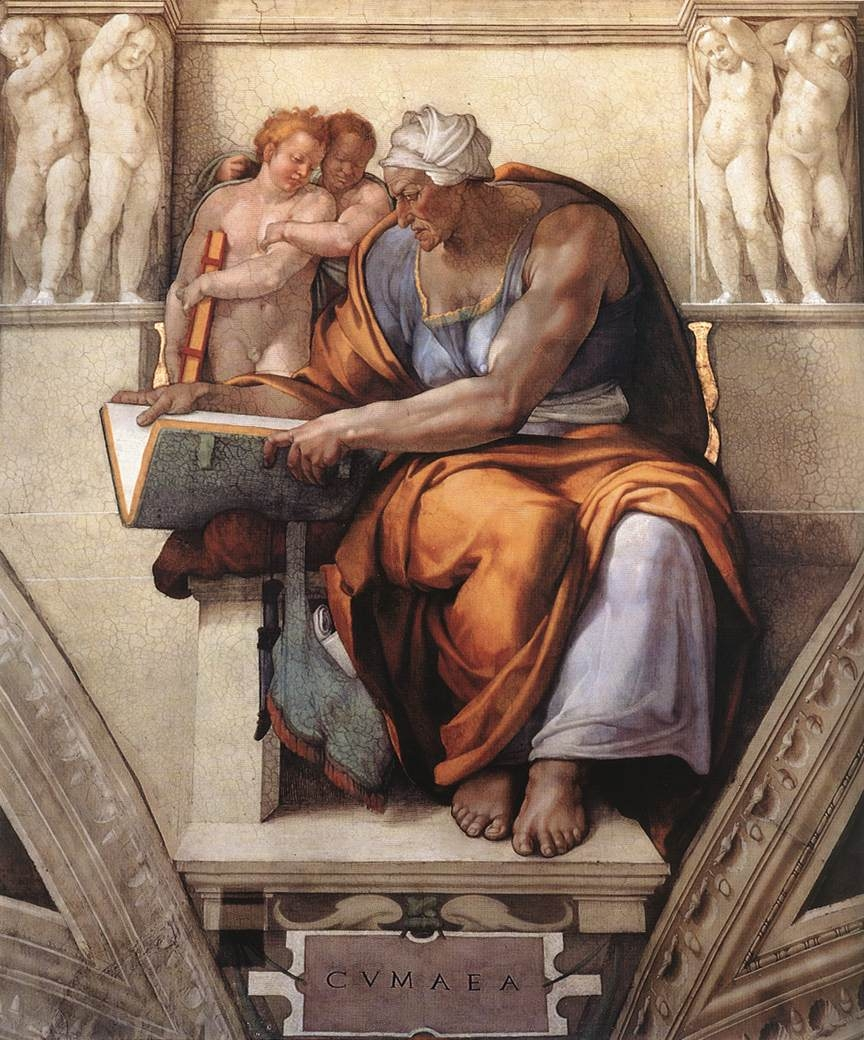
Sibila Cumana

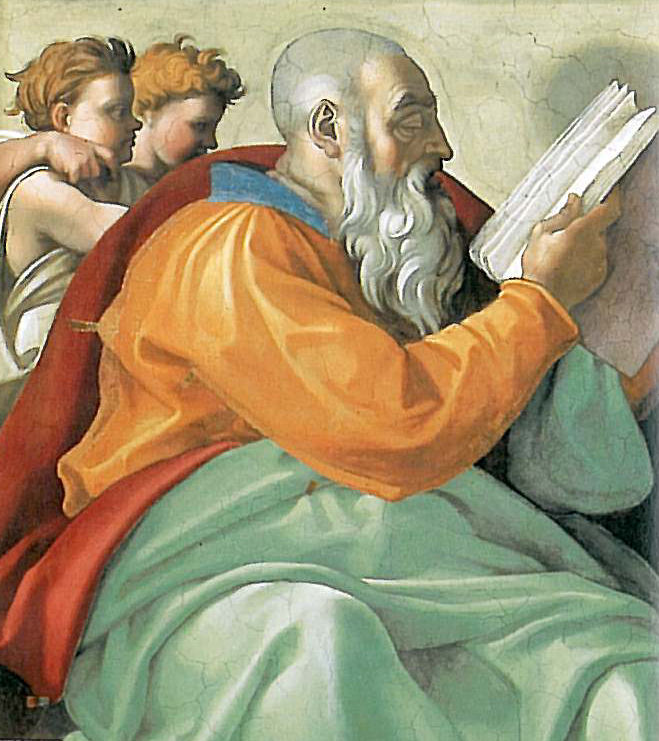
Detalle del profeta Zacarías

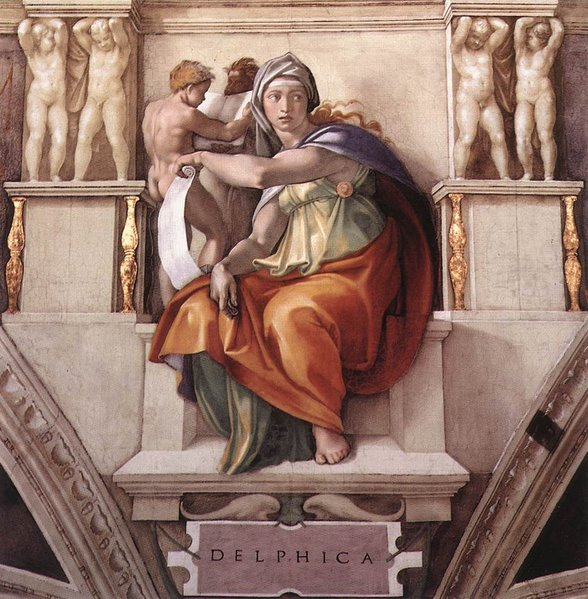
Sibila Délfica

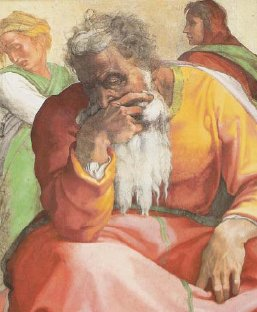
Detalle del profeta Jeremías

La representación de los profetas del Antiguo Testamento y las sibilas, ocupan, los espacios triangulares y son las figuras más grandes del conjunto de la obra de la bóveda, las sibilas y los profetas se enmarcan en la visión del anuncio del Mesías, encarnando las esperanzas de la humanidad cristiana. Todos están sentados en grandes tronos de mármol y entre dos pilares con dos columnillas de oro cada uno. En los pilares de mármol están pintadas esculturas simuladas de pequeños amorcillos desnudos. Debajo de los profetas aparece el nombre en latín de cada uno. Los profetas hebreos representan la preparación de la nueva era espiritual. Las sibilas entraron a forman parte de la iconografía cristiana en la Edad Media. Miguel Ángel se remitió al libro Espejo histórico de Vincent de Beauvais, perteneciente a su obra Speculum Majus, donde las incluyó en el arte sagrado. Desde el siglo XVI están cada vez más representadas en la pintura italiana.
1. Jonás. La figura de Jonás, se encuentra representada sobre el altar, acompañado por la ballena, tiene un movimiento más grande que cualquier otra figura, ultrapasado el lugar asignado.
2. Sibila Líbica. Esta sibila era la sacerdotisa del oráculo de Zeus en el desierto de Libia. Según el historiador Freedberg es entre todas la que:

... tiene más a un arquetipo de belleza constituido por la belleza física y la postura formal [...] Hay que considerarla como el desarrollo en sentido específico de una de las ideas, la de la belleza formal, que en otro lugar de la bóveda [...] habían aparecido como uno de los elementos de la serie que componían el sintético conjunto de una madura imagen clásica.
Freedberg, Sídney (1993), Painting in Italy, 1500-1600

1. Daniel. El profeta Daniel, joven, se encuentra en actitud de escribir mientras aguanta el libro un pequeño putto.
2. Sibila Cumana. La ancianidad de la sibila de Cumas, con una postura solemne y miembros robustos armoniza con las representaciones de las figuras de los profetas, consiguiendo el suavizado y el equilibrio plástico con los tonos matizados del amarillo y el violeta junto con el monocromo del fondo. De la sibila de Cumas, dicen, que vivió nueve vidas humanas de ciento diez años cada una, concedidas por Apolo, cuando la sibila le pidió el deseo de vivir tantos años como granos de arenas cupiesen en su mano. Apolo se lo concedió, pero no la juventud, así que envejeció tanto que la pusieron dentro de una jaula en el templo de Apolo de Cumas. Por esta razón Miguel Ángel, la pinto como una vieja; también se puede ver uno de los ángeles colocado a su lado dándole un libro, esto alude a la tradición, según la cual, la sibila ofreció nueve libros proféticos al rey Lucio Tarquinio el Soberbio, por un alto precio, al no aceptar el rey esta cantidad, la sibila fue quemando los libros hasta que solo le quedaban tres, fue entonces cuando el rey aceptó pagar por ellos la cantidad inicial. Los libros sibilinos, fueron llevados al templo de Júpiter, donde permanecieron hasta el año 83 a. C. que fueron destruidos por un incendio.[29]
3. Isaías. Isaías se apoya en su libro, inclinado sobre la visión de las cosas divinas, él ha visto el triunfo del pueblo israelita, la liberación de Babilonia y la llegada de Cristo.
4. Sibila Délfica. Se aprecia en su rostro una alternativa propia del manierismo que contrapone la serenidad clásica de la sibila de Cumas con la nueva sensibilidad más femenina representada por esta sibila, que es una de las figuras femeninas más bellas pintadas por Miguel Ángel, y para ella recurrió a la composición helicoidal formada por la torsión del cuerpo hacia la izquierda mientras la cabeza junto con la mirada gira en sentido contrario.[30]
5. Zacarías. Considerado uno de los profetas menores, está representado como un anciano con grandes barbas blancas y leyendo un libro. Según Vasari el profeta parece "buscar alguna cosa que no encuentra en el libro". La postura de Zacarías permite que se vean los dos angelotes asomados para ver las Escrituras.
6. Joel. La figura de este profeta se hace solemne por su penetrante mirar y la gran concentración hacia el rollo desplegado.
7. Sibila Eritrea. También llamada "sibila Herófila", se dice que fue la adivinadora de la Guerra de Troya, y que realizó composiciones poéticas con acrósticos sobre hojas de palmera. Está representada como una mujer joven y se encuentra sentada girando su cuerpo hacia un libro. Continuó el pintor realizando las figuras femeninas con aire viril y fuertes volúmenes, el ángel del fondo se encuentra sosteniendo una antorcha que simboliza la iluminación de la inspiración.[31]
8. Ezequiel. Representado como un anciano corpulento que está hablando con el joven que se encuentra a su lado, el punto de mira de la composición se centra en la mano abierta de Ezequiel. El color rojo de la túnica proporciona el efecto de un cuerpo vigoroso a pesar de la edad que representa.
9. Sibila Pérsica. Resalta particularmente de esta sibila el cuerpo atlético y la actitud de estatua junto con el efecto de contraluz de su cabeza, el perfil de la cual en la sombra contrasta con la claridad de su ropaje, la representa como una mujer anciana enmarcada dentro de una composición circular.
10. Jeremías. En esta figura lo que más llama la atención es la gran concentración del personaje, su forma compacta y recogida expresa la dimensión de su pensamiento.

### Figuras desnudas de bronce

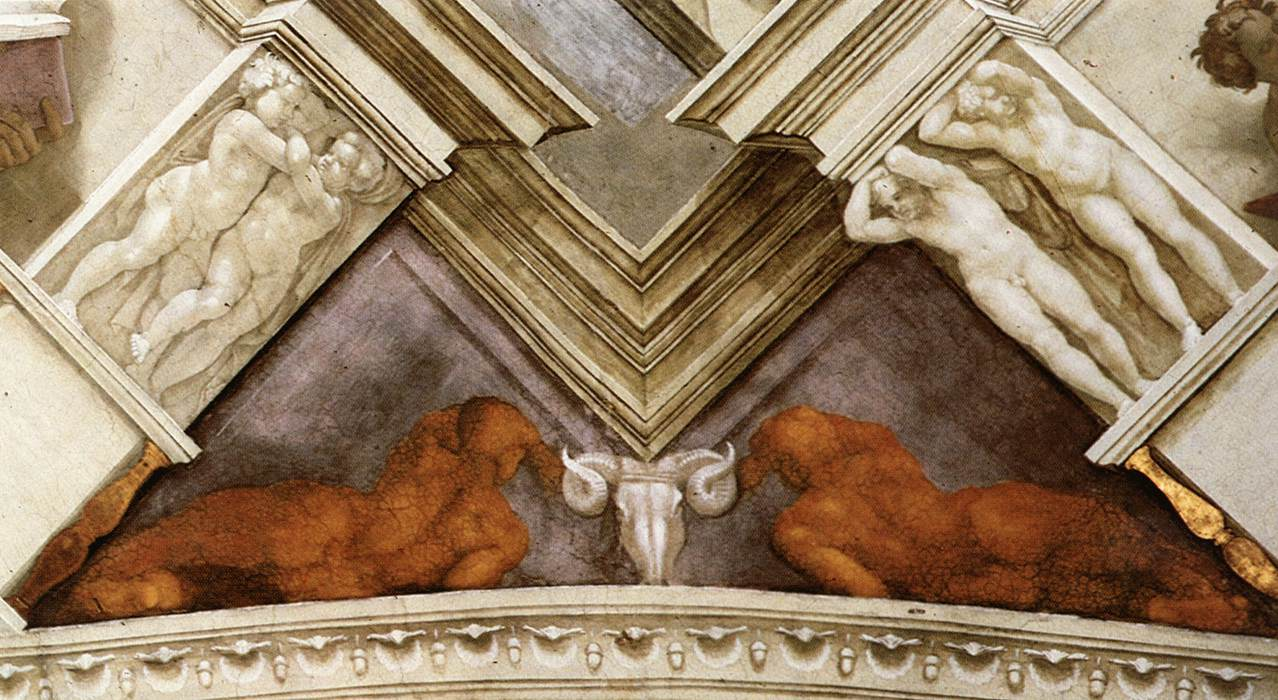
Pareja de figuras simulando bronce

Situados en la misma franja donde se encuentran las representaciones de los profetas y las sibilas en los triángulos sobre los antepasados de Cristo, Miguel Ángel pintó unas figuras en parejas de desnudos simulando bronce.
Estas figuras se cree que simbolizan a los demonios y están separadas entre ellas por un cráneo de carnero, símbolo de la muerte y el pecado. Todas las parejas se encuentran en posiciones diferentes.

### Antepasados de Cristo
Debajo de los Profetas y las Sibilas se encuentran los lunetos donde están los nombres de los antepasados de Cristo según el Evangelio de Mateo (Ma 1:1-16), y escenas sobre estos. También en las enjutas laterales hay algunas escenas de ellos. Son grupos menos dramáticos y en estos frescos se completan las trescientas figuras que componen toda la representación de la bóveda de la capilla Sixtina.
Representaciones en los ocho triángulos:

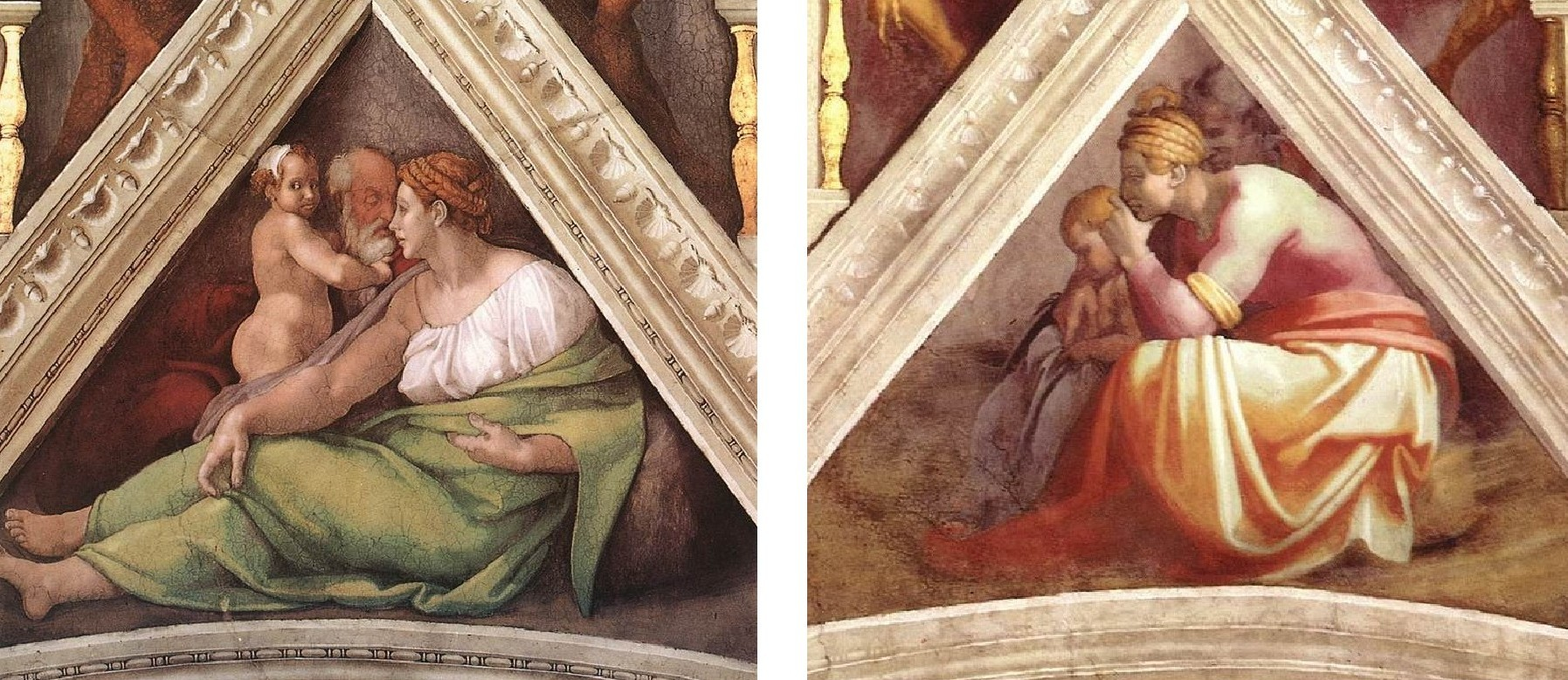
Triángulos con las imágenes de Ezequías y Roboam con Abias

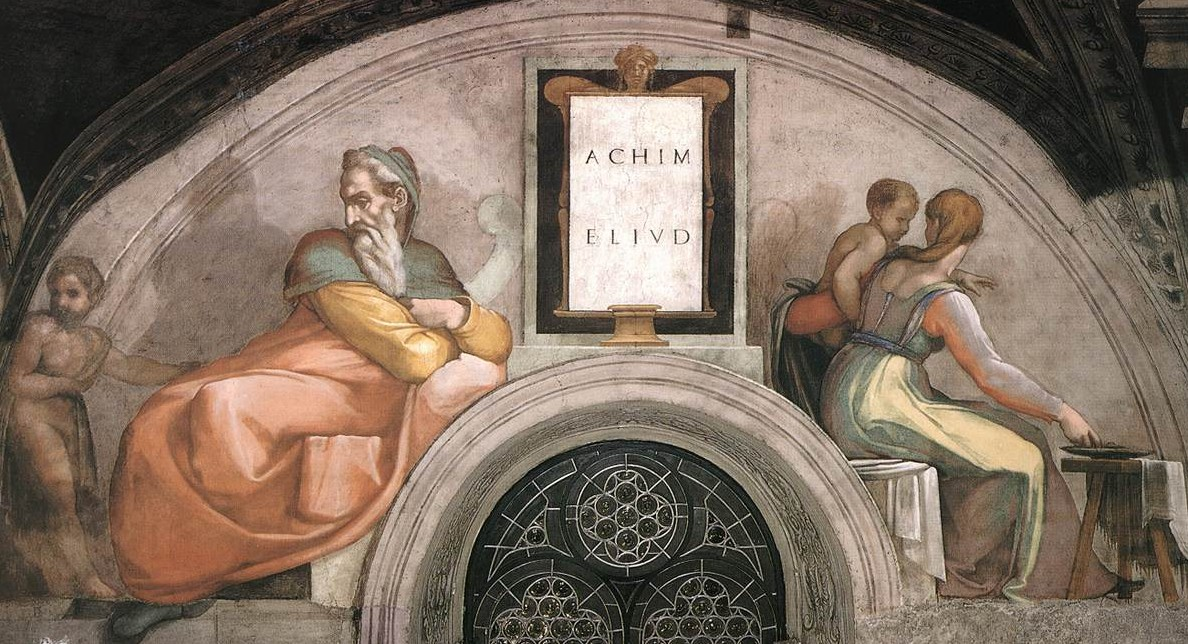
Luneto con Aquim y Eliud

- Josías
- Zorobabel
- Ezequías
- Azarías
- Roboam y Abias
- Salomón
- Jesé, David y Salomón
- Betsabé madre de Salomón

Representación en los lunetos:
- Eleazar y Matan
- Jacob y José
- Azor y Sadoc
- Aquim y Eliud
- Josías, Jeconías y Salatiel
- Zorobabel, Abihud y Eliachim
- Ezequías, Manasés y Amón de Judá
- Ozías, Jotán y Acaz
- Salmón, Booz y Obed
- Naasson
- Amminadab
- Fares, Hesron y Aram
- Abraham, Isaac, Jacob y Judá

## Análisis

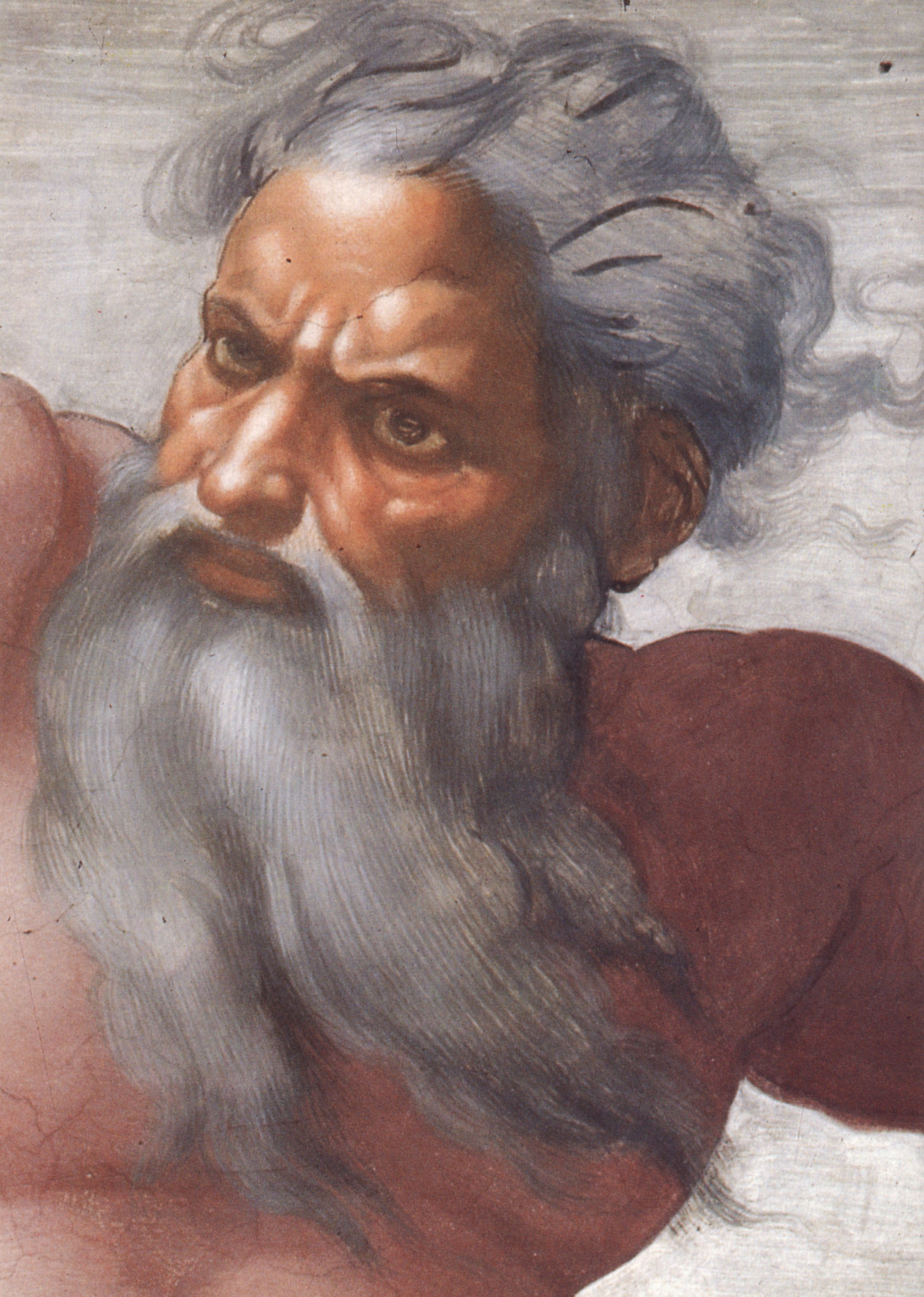
Detalle del rostro de Dios en la Creación del sol y las plantas, que ha quedado como iconografía de la representación del Dios creador.

Vasari escribió sobre la bóveda de la capilla Sixtina:

... una realización personal que, entre las difíciles y bellas, es bellísima y dificilísima.

Delacroix dijo:

... si su estilo ha contribuido a corromper el gusto, su imitación y ejemplo han exaltado y elevado sucesivamente por encima de sí mismo a todas las generaciones de pintores que le han sucedido.

El crítico Julio E. Payró:

Y esto es lo que hizo Miguel Ángel cuando se vio obligado a pintar, desentenderse en gran medida de otros elementos —por ejemplo el paisaje— que utilizaban los pintores de vocación. Nunca se siente más cómodo ni consigue una grandeza más grande que cuando se permite presentar la figura exempta, como si fuese una estatua en el espacio, sin ningún fondo pictórico. Véase la potencia que consigue cuando representa la Creación del mundo o la Creación de Adán.
Julio E. Payró, El Juicio del Siglo XX: Pinacoteca de los Genios, 1964.

La profesora Teresa Camps de la Universidad Autónoma de Barcelona, expone en la redacción de La tensión creativa de un transgresor que, la figura humana es la protagonista indiscutible de la obra de Miguel Ángel, es su propio lenguaje visual preferentemente en el terreno de la escultura, cuando su obra es pictórica excluye el lugar donde se sitúa, se aprecia en las pinturas murales donde la figura es la protagonista, casi nunca se encuentra en un paisaje natural, siempre es el vacío o en un marco arquitectónico. Consiguió en sus representaciones un modelo humano enérgico, vital y expresivo, con sentimientos y pasiones, manteniendo la energía y aspecto viril para el cuerpo femenino, así se encuentra en el rostro de la mujer un reflejo del pensamiento y la tensión de su vida interior, más que la belleza ideal. Humanizó la divinidad y dio rostro a los personajes míticos o bíblicos incluyendo a Dios, pues a Miguel Ángel es debida la imagen iconográfica del Dios creador.

## Influencia
Las pinturas realizadas por Miguel Ángel en la capilla Sixtina fueron el símbolo de la pintura renacentista, el principio del manierismo; el pintor florentino Jacopo Carrucci, conocido como Pontormo, estuvo claramente influido por las pinturas de Miguel Ángel: las posturas, los gestos, la belleza de sus desnudos y el refinamiento cromático sobre todo en El descendimiento de la Cruz (1526-1528) de la capilla de Capponi en Florencia, se aprecia el aire miguelangelesco, las figuras de jóvenes, vestidos con telas de lívido colorido y por encima de todo, la belleza de los rostros, recuerdan a los ignudi de la bóveda de la capilla Sixtina.
Rosso Fiorentino, compañero de Pontormo y alumno de Andrea del Sarto, fue otro pintor seguidor de Miguel Ángel que siguió las líneas y colores de las pinturas de la bóveda de la Sixtina. Donde se aprecia mejor esta influencia es en sus obras del Descendimiento de la Cruz y Moisés y las hijas de Jetro.
Entre otros artistas en los que se puede observar la influencia directa de Miguel Ángel en su trabajo son Andrea del Sarto, Correggio, Tintoretto, Annibale Carracci, Paolo Veronese y el Greco.
Vasari afirmaba que se llegaba al arte por la imitación a la «manera» (manierismo) de los maestros; este autor vio en Miguel Ángel a un mensajero de Dios que había venido a la Tierra para realizar la perfección absoluta. Gracias a Pietro Aretino, al final, admitió conceptos artísticos diferentes de los de Miguel Ángel y el fracaso de los que quisieron contentarse con imitar el estilo. Además, no abundan los pintores «ni tan solo entre los más originales (...) en los que la invención no sea más o menos una forma de recuerdo».
Gabriele Bartz y Eberhard König dijeron de los ignudi que «no hay ninguna imagen que haya tenido un efecto más duradero en las generaciones siguientes que la de los ignudi. A partir de aquí se pueden ver en innumerables obras decorativas, ya sean pintados, realizados en estuco o incluso esculpidos».

## Restauración

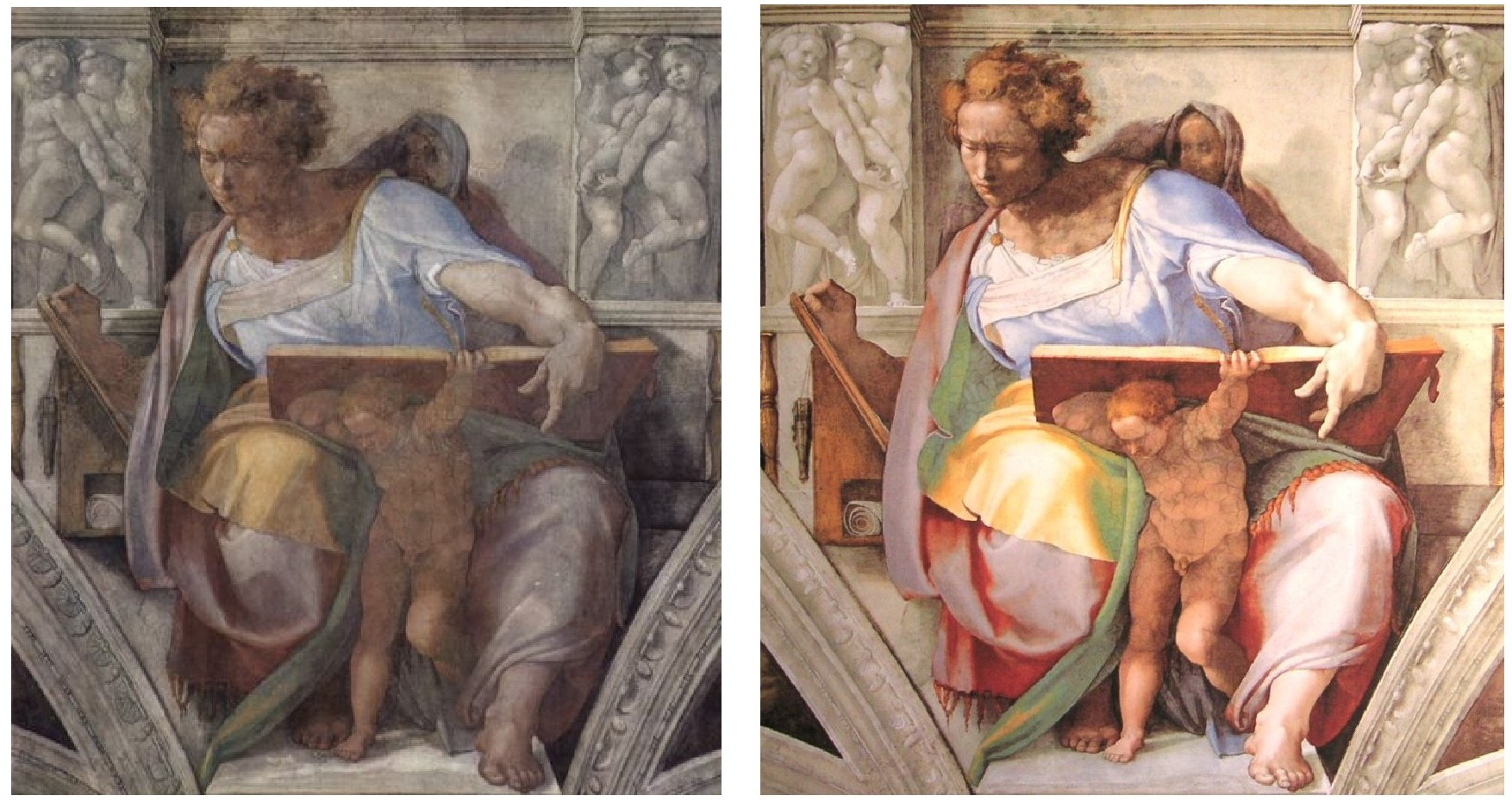
El profeta Daniel antes y después de la restauración

Entre los años 1980 y 1989, se llevaron a cabo trabajos de limpieza y restauración de la bóveda, ennegrecida por el paso de los años. Esta restauración tuvo muchas objeciones por parte de historiadores de arte, por la gran magnitud que representaba, y se llegó a hacer una petición al papa Juan Pablo II para detener esta restauración, firmada por diversos artistas de los Estados Unidos, entre ellos Robert Motherwell, Robert Rauschenberg, Christo, George Segal y Andy Warhol.
Esta operación de restauración descubrió una gama de colores claros y ácidos, que demuestra que Miguel Ángel fue un precursor de los manieristas y opuesto a las características de la pintura de la época influida por el esfumado de Leonardo da Vinci.
El papa Juan Pablo II en la homilía del 9 de abril de 1994, durante la inauguración de las obras de restauración de la capilla Sixtina dijo:

Al parecer, Miguel Ángel, a su modo, se dejó guiar por las sugestivas palabras del Génesis que, con respecto a la creación del hombre, varón y mujer, advierte: «Estaban ambos desnudos, pero no se avergonzaban uno del otro» (Gn 2, 25). La capilla Sixtina, si se puede hablar así, es precisamente el santuario de la teología del cuerpo humano. Al dar testimonio de la belleza del hombre creado por Dios varón y mujer, la capilla Sixtina expresa también, en cierto modo, la esperanza de un mundo transfigurado.